# Monatélé
Monatélé est une commune du Cameroun située dans la région du Centre et chef-lieu du département de la Lekié. Il est situé à 70 Kilomètres du nord de Yaoundé.

## Population
Lors du recensement de 2005, la commune comptait 36 933 habitants, dont 10 324 pour la ville de Monatélé.

## Organisation
Outre Monatélé proprement dit et ses quartiers, la commune comprend les villages suivants :
- Bikogo
- Ebanga
- Ebolmongo
- Ebondégué
- Ekekom
- Ekouda
- Elig-Bikoun
- Elon
- Emana
- Etom
- Eyeng-Meyong
- Ezezang
- Kougouda
- Lekoun
- Léla
- Lenouk
- Levem
- Mengono
- Monabo I
- Mong
- Mpong
- Mvomekak I
- Mvomekak II
- Ndoup
- Ngama
- Mgbaba
- Ngomo
- Nkang
- Nkog-Bong
- Nkog-Ekogo
- Nkol Mebel
- Nkol Tomo
- Nkol-Ngobo
- Nkol-Onana
- Nkolevida
- Nkolfeb
- Nkolkossé
- Nkolmelen
- Nkolmelong
- Nkolmetolo I
- Nkolndoup
- Nkolngal
- Nkolossananga
- Nkolowono
- Nkolve
- Nkombibam I
- Nkongmessa
- Nkongmesse
- Nlongbon I
- Ntol
- Okokodo
- Ossebe
- Ovang
- Poupouma
- Tala
- Zobsila

## Personnalités nées à Monatélé
- Sa Majesté Mbassi  Besala Prosper Parfait, Maire, Ingénieur de Génie Civil
- Éric Essono Tsimi, écrivain e t journaliste
- Célestin Bedzigui, homme politique